# Liz Anderson
Liz Anderson (* 13. Januar 1927 in Roseau, Minnesota als Elizabeth Jane Haaby; † 31. Oktober 2011 in Nashville, Tennessee) war eine US-amerikanische Country-Sängerin und -Songschreiberin. Ihr größter Hit als Sängerin war Mama Spank.

## Leben
Anderson wuchs in Minnesota nahe der kanadischen Grenze auf. Im Alter von 16 Jahren heiratete sie Casey Anderson, kurz darauf kam ihre Tochter Lynn zur Welt. Neben ihrer Arbeit als Sekretärin begann sie Songs zu schreiben. Einen Namen machte sie sich gemeinsam mit ihrem Mann vor allem mit Titeln wie The Fugitive oder (My Friends Are Gonna Be) Strangers, die, von Merle Haggard interpretiert, zu Hits wurden. Sie schrieb darüber hinaus Top-10-Hits für Del Reeves (Be Quiet Mind), Roy Drusky ((From Now On All My Friends Are Gonna Be) Strangers) und Bill Phillips (The Words I'm Gonna Have to Eat).
1965 erhielt sie für Strangers einen BMI Award. Sie reiste gemeinsam mit ihrer Tochter zur Entgegennahme nach Nashville und erhielt bei dieser Gelegenheit einen Schallplattenvertrag, ebenso wie ihre Tochter Lynn Anderson, die Anfang der 1970er Jahre mit Rose Garden einen Welthit hatte. Liz Anderson schrieb zahlreiche Songs für ihre Tochter, von denen einige auf deren Album Songs My Mother Wrote erschienen sind.
Ende Oktober 2011 strarb Liz Anderson im Alter von 84 Jahren in Nashville, Tennessee.

## Diskografie

### Alben
| Jahr | Titel                            | Höchstplatzierung, Gesamtwochen, AuszeichnungChartsChartplatzierungen (Jahr, Titel, Platzierungen, Wochen, Auszeichnungen, Anmerkungen) | Anmerkungen                   |
| Jahr | Titel                            | Country | Anmerkungen                   |
| ---- | -------------------------------- | --- | ----------------------------- |
| 1967 | The Game of Triangles            | Country18 (8 Wo.)Country | mit Bobby Bare und Norma Jean |
| 1967 | Liz Anderson Sings               | Country20 (13 Wo.)Country |                               |
| 1967 | Cookin’ Up Hits                  | Country18 (10 Wo.)Country |                               |
| 1968 | Liz Anderson Sings Her Favorites | Country16 (14 Wo.)Country |                               |
| 1968 | Like a Merry-Go Round            | Country22 (5 Wo.)Country |                               |
| 1970 | Husband Hunting                  | Country36 (7 Wo.)Country |                               |

Weitere Veröffentlichungen
- 1966: (My Friends Are Gonna Be) Strangers
- 1969: Country Style
- 1969: If the Creek Don’t Rise
- 1983: My Last Rose
- 1999: The Cowgirl Way

### Singles
| Jahr | Titel Album                                                     | Höchstplatzierung, Gesamtwochen, AuszeichnungChartsChartplatzierungen (Jahr, Titel, Album, Platzierungen, Wochen, Auszeichnungen, Anmerkungen) | Anmerkungen                   |
| Jahr | Titel Album                                                     | Country | Anmerkungen                   |
| ---- | --------------------------------------------------------------- | --- | ----------------------------- |
| 1966 | Go Now, Pay Later (My Friends Are Gonna Be) Strangers           | Country23 (10 Wo.)Country |                               |
| 1966 | So Much for Me, So Much for You Liz Anderson Sings              | Country45 (4 Wo.)Country |                               |
| 1966 | Wife of the Party Game of Triangles                             | Country22 (12 Wo.)Country | mit Bobby Bare und Norma Jean |
| 1966 | Game of Triangles                                               | Country5 (15 Wo.)Country | mit Bobby Bare und Norma Jean |
| 1967 | Mama Spank Liz Anderson Sings                                   | Country5 (17 Wo.)Country |                               |
| 1967 | Tiny Tears Cookin’ Up Hits                                      | Country24 (13 Wo.)Country |                               |
| 1967 | Thanks a Lot for Tryin’ Anyway Liz Anderson Sings Her Favorites | Country40 (12 Wo.)Country |                               |
| 1968 | Mother May I Liz Anderson Sings                                 | Country21 (12 Wo.)Country | mit Lynn Anderson             |
| 1968 | Like a Merry-Go Round                                           | Country43 (9 Wo.)Country |                               |
| 1968 | Me Me Me Me Me Like a Merry-Go Round                            | Country65 (7 Wo.)Country |                               |
| 1968 | Cry, Cry Again Like a Merry-Go Round                            | Country58 (4 Wo.)Country |                               |
| 1968 | Love Is Ending Like a Merry-Go Round                            | Country51 (5 Wo.)Country |                               |
| 1970 | Husband Hunting                                                 | Country26 (8 Wo.)Country |                               |
| 1970 | All Day Sucker                                                  | Country64 (6 Wo.)Country |                               |
| 1970 | When I’m Not Looking                                            | Country75 (2 Wo.)Country |                               |
| 1971 | It Don’t Do No Good to Be a Good Girl                           | Country69 (3 Wo.)Country |                               |
| 1972 | I’ll Never Fall in Love Again                                   | Country56 (87 Wo.)Country |                               |
| 1972 | Astrology                                                       | Country67 (8 Wo.)Country |                               |
| 1973 | Time to Love Again                                              | Country72 (8 Wo.)Country |                               |